# John Walker (inventor)
John Walker (Stockton-on-Tees, 29 de mayo de 1781-ibídem, 1 de mayo de 1859) fue un químico y farmacéutico inglés.
En 1826 inventó accidentalmente la cerilla de fricción mezclando clorato de potasio (KClO4) y sulfuro de antimonio (Sb2S3). En 1827 empezó a comercializar su descubrimiento en su farmacia de Stockton bajo el nombre de «luces de fricción». Michael Faraday le instó a patentar su invento, pero se negó por no considerarse a sí mismo un auténtico inventor. Samuel Jones registró la patente en su lugar ese mismo año.